# Danył Maszczenko
Danył Jurijowycz Maszczenko, ukr. Данил Юрійович Мащенко (ur. 30 września 2002 w Buczy, w obwodzie kijowskim) – ukraiński piłkarz występujący na pozycji obrońcy w estońskim klubie Harju JK Laagri.

## Kariera klubowa
Wychowanek miejscowej szkoły sportowej w Buczy oraz klubu Zmina-Obołoń Kijów, barwy którego bronił w juniorskich mistrzostwach Ukrainy (DJuFL). Karierę piłkarską rozpoczął 13 września 2019 w drużynie juniorskiej Dynama Kijów w meczu z FK Lwów (8:0). 4 maja 2021 rozegrał jedyny mecz w młodzieżowym składzie kijowskiego klubu. 3 września 2021 przeszedł do Prykarpattia Iwano-Frankiwsk, a 23 września 2021 rozegrał pierwszy mecz na poziomie zawodowym w pucharowym starciu z Czornomorcem Odessa (1:4). 13 marca 2023 podpisał kontrakt z estońskim klubem Harju JK Laagri. 